# Grant Williams (Schauspieler)
John Grant Williams (* 18. August 1931 in New York City; † 28. Juli 1985 in Los Angeles, Kalifornien) war ein US-amerikanischer Filmschauspieler und Operntenor. Seine wohl bekannteste Filmrolle war die von Scott Carey in dem Science-Fiction-Klassiker Die unglaubliche Geschichte des Mr. C. (The Incredible Shrinking Man) von 1957.

## Leben
Williams, Sohn schottischer Eltern und Großneffe der Opernsängerin Mary Garden, begann bereits als Kind mit der Schauspielerei. Nach Abschluss der High School diente er zunächst von 1948 bis 1952 als Rekrut in der United States Air Force, unter anderem während des Koreakriegs. Entlassen als Unteroffizier, ging er auf das Queens College in Flushing, New York, wechselte zur Universität von Illinois und besuchte abschließend das City College of New York.
Williams war ursprünglich Sänger and trat fünf Spielzeiten lang in der New York City Opera auf, beispielsweise 1959 als Tenor-Buffo in der Welturaufführung von Hugo Weisgalls Oper Six Characters in Search of an Author. Auch sang er zusammen mit dem Robert Shaw Chorale und trat als professioneller Klavierspieler auf. Nebenbei interessierte er sich auch zusehends für Schauspielerei und nahm Unterricht bei Lee Strasberg an der berühmten Schauspielwerkstatt Actors Studio in New York. Nach einigen kleinen Rollen am Broadway und im Fernsehen entdeckte ihn ein Talentsucher 1954 am Kraft Television Theater und Williams unterzeichnete zwei Jahre später einen Vertrag bei Universal Pictures. Sein Filmdebüt erfolgte 1956 in dem Film Auf der Spur des Todes (Red Sundown).
Noch im selben Jahr drehte er weitere sechs Filme, bevor ihm mit seinem siebten Film Die unglaubliche Geschichte des Mr. C. (The Incredible Shrinking Man) der größte Filmerfolg gelang. Trotz guter Kritiken und der Beliebtheit des Films folgten glanzlose Rollen und Universal Pictures zog sich 1959 aus dem Vertrag zurück. Williams wechselte zu Warner Brothers und wirkte zwischen 1960 und 1963 in der Fernsehserie Hawaiian Eye mit. Weitere Film- und Fernsehrollen folgten, aber sein Ruhm verblasste zunehmend. Nach Ende seiner Darstellerkarriere gründete er eine eigene Schauspielschule in Hollywood; gleichfalls schrieb er einige Bücher über die Schauspielkunst. Williams nahm später sporadisch weitere Rollen an. Seine letzte Filmrolle war 1972 im Film The Doomsday Machine.
Grant Williams war nie verheiratet. Er starb im Alter von 53 Jahren an den Folgen einer Bauchfellentzündung. Er wurde auf dem Los Angeles National Cemetery beerdigt.

## Filmografie (Auswahl)
- 1956: Auf der Spur des Todes (Red Sundown)
- 1956: Klar Schiff zum Gefecht (Away All Boats)
- 1956: Du oder ich (Outside the Law)
- 1956: Schüsse peitschen durch die Nacht (Showdown at Abilene)
- 1956: In den Wind geschrieben (Written on the Wind)
- 1957: Wem die Sterne leuchten (Four Girls in Town)
- 1957: Die unglaubliche Geschichte des Mr. C. (The Incredible Shrinking Man)
- 1957: Das Geheimnis des steinernen Monsters (The Monolith Monsters)
- 1959: Rauchende Colts (Gunsmoke; Fernsehserie, 1 Folge)
- 1960–1963: Hawaiian Eye (Fernsehserie, 49 Folgen)
- 1960/1965: Bonanza (Fernsehserie, 2 Folgen)
- 1961: Nur eine einzige Nacht (Susan Slade)
- 1962: Immer Punkt 7 (The Couch)
- 1963: Patrouillenboot PT 109 (PT 109)
- 1964/1965: Perry Mason (Fernsehserie, 2 Folgen)
- 1971: How’s Your Love Life?
- 1972: Hydra verschollen in Galaxis 4 (The Doomsday Machine)